# Manang Marsyangdi Club
El Manang Marshyangdi Club es un equipo de fútbol de Nepal que juega en la Liga de Fútbol de Nepal, la liga de fútbol más importante del país.

## Historia
Fue fundado en el año 1982 en la ciudad de Swayambhu, aunque juega en la capital Katmandú y es uno de los equipos más populares y más exitosos del país y cuenta con una fuerte rivalidad con el Nepal Police Club, el Three Star Club y el New Road Team. Ha sido campeón de Liga en 6 ocasiones y ha ganado 8 títulos de copa.
A nivel internacional ha participado en 3 torneos continentales, donde su mejor participación ha sido en la Copa Presidente de la AFC 2014, en la que llegaron hasta la fase final.

## Palmarés
- Liga de Fútbol de Nepal: 8

1986, 1987, 1989, 2000, 2003, 2005-06, 2014, 2018-19
- Copa de Oro Buddha Subba: 1

2004
- Copa Oro Khukuri: 1

2003
- Copa Oro San Miguel Itahari: 1

2007
- Copa Oro Aaha: 3

2004, 2005, 2012
- Copa Aadarsha, lekhnath, Pokhara: 1

2011
- Copa Oro Simara,: 1

2012

## Participación en competiciones de la AFC
- Copa de Clubes de Asia: 1 aparición

1988 - Ronda eliminatoria
- President's Cup: 2 apariciones

2006 - Fase de grupos
2014 - Fase final

## Entrenadores
- Nabin Neupane (febrero de 2014–enero de 2015)[4]
- Raju Kaji Shakya (enero de 2015–?)[4]
- Suman Shrestha (2018)[5]
- Rajendra Tamang (noviembre de 2021–diciembre de 2021)[6][7]
- Fuja Tope (diciembre de 2021–marzo de 2022)[7][8]